# 65P/Gunn
65P/Gunn ist ein kurzperiodischer Komet im Sonnensystem.
Am 4. Februar 1970 flog der Komet 0,015 AE am Zwergplanet (1) Ceres vorbei.